# State International School Seeheim
Die State International School Seeheim (kurz SISS) ist der internationale Schulzweig des Schuldorf Bergstraße in Seeheim-Jugenheim . Sie besteht aus einer Grundschule (der Primary) und einer weiterführenden Schule (der Secondary) für Schüler ab der 5. Jahrgangsstufe. Der Unterricht erfolgt großteils in englischer Sprache. Die Schule ist die einzige öffentliche, nicht privat geführte Internationale Schule in Deutschland, d. h. Schüler bezahlen keine Schulgebühr (wie in privaten Schulen üblich), und eine von drei staatlichen weiterführenden Schulen, die das International Baccalaureate Diploma Programme für die Jahrgänge 11 und 12 anbieten.

## Geschichte
2006 wurde die Primary geöffnet, 2010 folgte der Secondary-Zweig. Im Jahre 2016 konnte der erste Jahrgang den angestrebten Abschluss, das International Baccalaureate, erreichen.

## Auszeichnungen
Die Schule wurde im Jahr 2007 mit dem Preis Deutschland – Land der Ideen ausgezeichnet.

## Secondary
Die „SISS Secondary“ bietet in der 10. Klasse das internationale General Certificate of Secondary Education (IGCSE) an, die der internationalen mittleren Reife entspricht, sich im Lehrplan jedoch teilweise am britischen Lehrplan orientiert. In der 12. wird das International Baccalaureate angeboten. Für Schüler der 8. Klasse liegen die Checkpoints als Lernkontrolle unter Testbedingungen an.

## Sonstiges
- Die Schule nimmt jährlich als Teil des Schuldorfs an dem Wettbewerb Jugend forscht teil.
  - Im Wettbewerbsjahr 2015 erreichten vier Teams der Schule den 1. Platz im Regionalwettbewerb.
  - Im Wettbewerbsjahr 2017 erreichte ein Team der Schule den 2. Platz im Landeswettbewerb Hessen.
  - Im Wettbewerbsjahr 2019 qualifizierten sich zwei Teams der Schule für den Landeswettbewerb Jugend forscht in Hessen, sowie ein Team für den Landeswettbewerb Schüler experimentieren in Hessen[8].
- Schüler der Schule waren im Jahr 2015 bei dem Bundesausscheid von Jugend trainiert für Olympia.